# Стернин, Владимир Петрович
Владимир Петрович Стернин (1878—1919) — российский революционер, руководитель всех военно-учебных заведений Северного Кавказа.

## Биография
Родился в 1878 году в семье ремесленника в городе Витебске. Отец владел небольшой слесарно-решеточной мастерской.
Работая слесарем в мастерской, он в 16 лет знакомится с членами организации «Бунд», к которой примыкает. За короткое время он проявляет одарённость, как незаурядный организатор, пропагандист и агитатор. В 1900 году Стернин порывает с «Бундом», вступает в ряды РСДРП, примыкая к группе искровцев. За этот период он развивает большую деятельность в Витебске и в губернии, везде и всюду сплачивая и организуя рабочие массы под знаменем «Искры».
В 1902 году В. П. Стернин (Мохов) работал временно в Питере и, пользуясь широкой заслуженной репутацией среди питерских партийцев, кооптирован вместе с Александром Шотманом в члены Петербургского Комитета искровского состава. В декабре 1905 года на I конференции РСДРП (Таммерфорсская конференция), будучи избран питерской организацией, он заседает в числе 14 рабочих, бывших среди представителей 26 организаций, и принимает активное участие в обсуждении и решении важнейших вопросов повестки дня. Председателем этой конференции был В. И. Ленин, среди участников также присутствовали И. В. Сталин, Л. Б. Красин и многие другие деятели революционного движения. 
После второго съезда РСДРП Стернин, оставаясь верным старой «Искре», продолжает работать, проводя линию ортодоксального марксизма.
В дальнейшем, после ареста и удачного побега, он некоторое время работает на юге России, откуда после второго ареста и побега из тюрьмы перебирается в Питер, где вскоре своей энергичной деятельностью завоевывает симпатии рабочих многих заводов (Айваза, Сименса и др.) и становится известным всем в питерской организации.
В 1905 году Стернин находится в Москве и, состоя членом одного из районных комитетов, принимает активное участие в декабрьском восстании. В 1906 году, находясь в Москве, тов. Стернин вместе с женой своей, покойной «Марусей», работает в качестве ответственного техника Московского Комитета партии большевиков и развертывает подпольную типографскую деятельность, оставаясь на этом посту до конца возможной работы. В 1906-1907 годах он вновь работает в Петербурге, часто выезжая в Витебск. В годы реакции, как высланный из Питера, продолжает нелегально работать в Москве, на юге России и затем вновь приезжает в Витебск, где, отбывая гласный надзор, ухитряется налаживать партийную работу разбитых реакцией организаций, одним из создателей которых он был. Во время империалистической войны он работает в Москве, где подвергается аресту, и после непрекращающейся слежки покидает Москву.
Февральская революция застает Стернина с семьей на юге России, в Донецком бассейне, в Таганроге.
В 1917-1918 годах Стернин последовательно состоит членом Таганрогской, Екатеринославской и Пятигорской организаций РКП, одновременно неся политработу в Красной армии.
С июня 1917 года Стернин работал лекальщиком на Русско-Балтийском снарядном заводе в Таганроге. Являлся членом 1-го большевистского комитета РСДРП(б) города, председателем Совета старост на Русско-Балтийском заводе. В январе 1918 года руководил восстания рабочих Русско-Балтийского завода. Член Ревкома, 1-го Совета рабочих депутатов Таганрога в 1918 году.
В марте 1918 года Стернин являлся членом Исполкома Таганрога и его округа, одновременно неся обязанности гражданского комиссара города.
В июне того же года поступает рядовым красноармейцем в «1-й Таганрогский революционный полк», в августе работает в качестве члена президиума исполкома Доно-Кубанских фронтов и делегируется для контактной работы в ЦИК Северо-Кавказской Советской Социалистической Республики, будучи в то же время избранным чрезвычайным съездом фронтов политическим комиссаром армий Доно-Кубанского фронта.
В Пятигорске Стернин, помимо основной работы, состоит ответственным сотрудником «Окопной Правды», в октябре заведует издательским подотделом при РВС Северного Кавказа, являясь в то же время ответственным редактором всех изданий. Ноябрь застает его организатором и председателем правления «1-го Северо-Кавказского Красноармейского клуба имени тов. Троцкого». Перед отступлением Красной армии с Северного Кавказа работал политическим организатором, а затем руководителем всех военно-учебных заведений Северного Кавказа.
По прибытии в Астрахань он работает в Политотделе РВС Каспийско-Кавказского фронта. На этом посту, изнуренный длительной работой, тяжелыми условиями отступления по астраханским степям, он скончался от сыпного тифа в 1919 году.

## Память
- В 1929 году постановлением Таганрогского городского совета XIII созыва было принято решение переименовать Ивановскую улицу, расположенную в районе Скараманговка, рядом с Таганрогским металлургическим заводом, в Улицу товарища Стернина[3].